# Peix ballesta olivaci
El peix ballesta olivaci (Balistoides viridescens) és un peix teleosti de la família dels balístids i de l'ordre dels tetraodontiformes.

## Morfologia
Pot arribar als 75 cm de llargària total.

## Distribució geogràfica
Es troba des de les costes del Mar Roig fins a Moçambic, les Tuamotu, el sud del Japó i Nova Caledònia.